# Kraftwerk Ibbenbüren Block A
Das Kraftwerk Ibbenbüren Block A war ein deutsches Steinkohlekraftwerk. Es lag in Ibbenbüren im Bundesland Nordrhein-Westfalen. Es hatte eine Leistung von 150 Megawatt und wurde von 1967 bis 1987 durch die RWE betrieben.

## Geschichte
Versorgt wurde das Kraftwerk hauptsächlich mit Kohle aus der benachbarten Zeche Ibbenbüren im Tecklenburger Land. Das Kraftwerk sollte als Ergänzung (3. Ausbaustufe) des schon 1954 in Betrieb gegangenen Ballastkraftwerks in unmittelbarer Nähe dienen, da dessen Stromproduktion den wachsenden Strombedarf nicht decken konnte. Die Stilllegung wurde wegen der erheblichen Investitionssumme zum unbefristeten Weiterbetrieb am 29. Dezember 1987 vollzogen, trotz der Verträge zur Abnahme der Kohle bis zum Jahr 1994. Das Kesselhaus sowie die Turbinenhalle wurden Ende der 1980er Jahre abgerissen. Erhalten blieb ein kleiner Teil des Verbindungsbaus zwischen der ehemaligen Turbinenhalle Block A und dem noch heute existierenden ehemaligen Turbinensaals des Ballastkraftwerkes.

## Technik

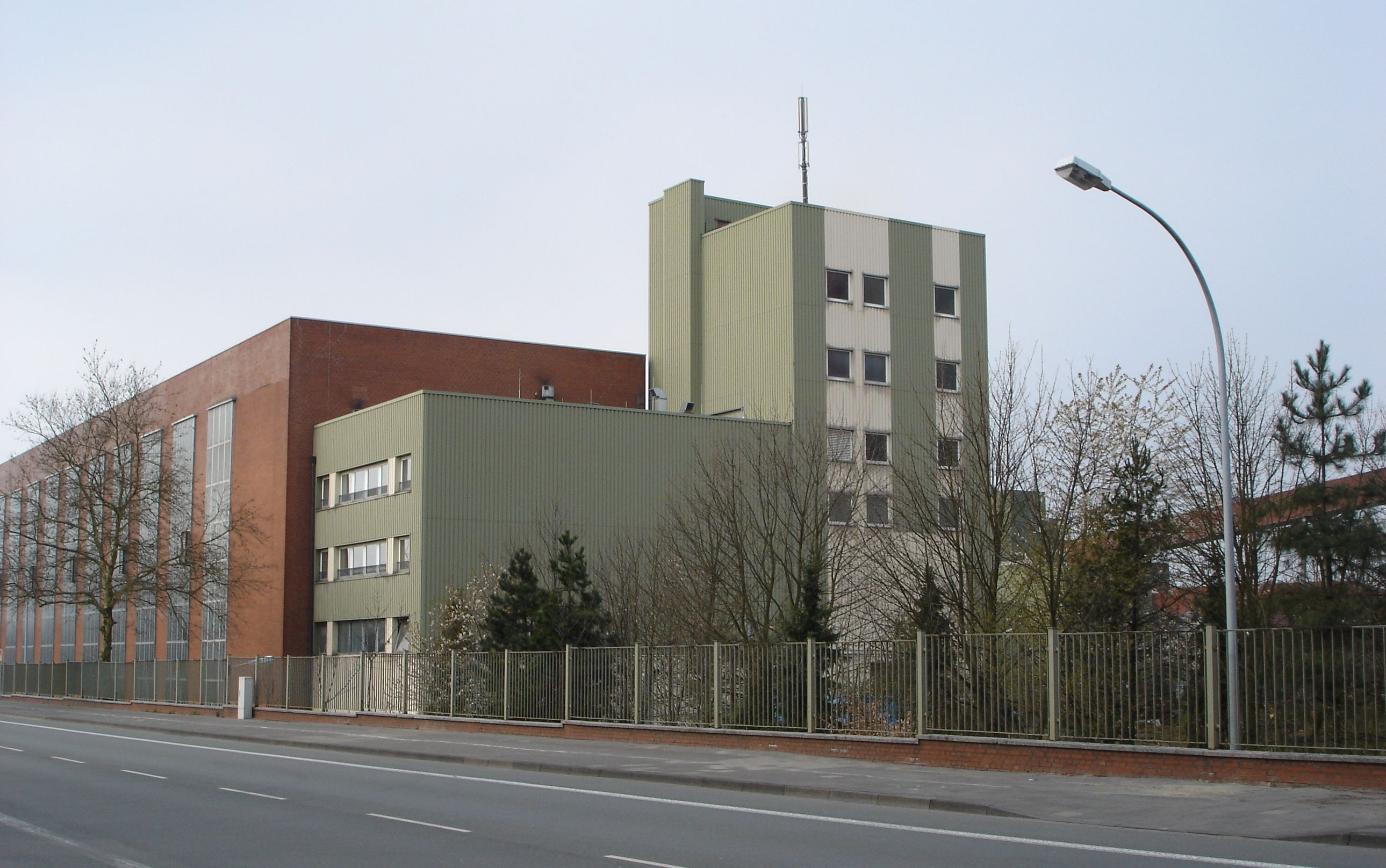
Blick auf den Standort des ehemaligen Block A. Auf der linken Seite die Turbinenhalle des ehemaligen Ballastkraftwerkes mit dem angebauten ehemaligen Verbindungstrakt zum Block A, dessen Standort sich auf der rechten Bildhälfte befand

Die Dampfversorgung gewährleisteten zwei Benson-Kessel mit je 260 t/h Dampfleistung. Wegen des erheblichen Wasserbedarfs eines Nasskühlturms wurde ein Luftkühlturm gebaut. Das in einem Kondensator durch die Dampfabkühlung aufgewärmte Kühlwasser wird ähnlich wie beim Auto über Kühlrippen durch Luftzug gekühlt. Diese standen unten ringförmig um den Naturzugkühlturm. Der Durchmesser des Kühlturms betrug 85 m bei einer Höhe von 99,5 m.

## Kraftwerke in der Umgebung
In direkter Nähe befinden sich folgende Kraftwerke:
- Kraftwerk Ibbenbüren, das von 1986 bis 2021 betrieben wurde.
- Ehemaliges Preussag Ballastkraftwerk Ibbenbüren, das von 1954 bis 1985 in Betrieb war.